# Крум Георгієв
Крум Георгієв (болг. Крум Иванов Георгиев; 24 травня 1958, Пазарджик — 31 липня 2024) – болгарський шахіст, гросмейстер від 1988 року.

## Шахова кар'єра
Від кінця 1970-х до початку 2000 років належав до широкої когорти провідних болгарських шахістів. Між 1980 і 2000 роками шість разів брав участь у шахових олімпіадах, а в 1980, 1983 і 1989 роках – у командних чемпіонатах Європи. У своєму олімпійському дебюті досягнув значного особистого успіху, перемігши Гаррі Каспарова, майбутнього чемпіона світу, який вже тоді був одним з провідних гравців світу. Під час своєї кар'єри неодноразово брав участь у фіналі чемпіонату Болгарії, 1992 року здобувши бронзову, а 2003-гу – срібну медаль.
1977 року переміг на міжнародному турнірі, який відбувся в Пазарджику. На перетині 1977 і 1978 років досягнув значного успіху, здобувши в Гронінгені бронзову медаль чемпіонату Європи серед юніорів до 20 років (позаду Шона Толбута і Сергія Долматова). У наступних роках неодноразово брав участь у міжнародних турнірах, досягнувши успіхів, зокрема, в таких містах, як:
- Каллітея (1978, поділив 1-2-ге місце разом з Петром Веліковим),
- Приморсько (1978, поділив 1-2-ге місце),
- Салоніки (1979, поділив 1-4-ге місце),
- Пловдив (1980, посів 2-ге місце),
- Ульма (1981, поділив 1-2-ге місце),
- Афіни (1983, поділив 1-2-ге місце разом з Смбатом Лпутяном),
- Оранж (1990, посів 1-ше місце),
- Перістері (1991, поділив 1-4-те місце),
- Ксанті (1991, поділив 1-2-ге місце разом з Віктором Бологаном),
- Лімасол (1997, поділив 1-4-те місце разом з Спірідоном Скембрісом, Ігорем Міладиновичем і Евстратіосом Грівасом),
- Салоніки (2001, поділив 1-ше місце разом із, зокрема, Ігорем Міладиновичем, Влатко Богдановським і Атанасіосом Мастровасіліосом),
- Бургас (2001, поділив 1-2-ге місце позаду Євгенія Янева, разом з Васілом Спасовим),
- Каїр (2002, турнір Golden Cleopatra, поділив 1-2-ге місце позаду Сергія Тівякова, разом із, зокрема, В'ячеславом Іконніковим, Азером Мірзоєвим, Ігорсом Раусісом, Спартаком Височиним і Павелом Блемом)[7],
- Ле-Туке {2003), поділив 1-4-те місце разом з Іваном Фараго, Олександром Голощаповим і Дімітаром Мархолевим)[8],
- Париж (2005, поділив 1-2-ге місце разом з Володимиром Охотником)[9],
- Мон-де-Марсан (2005/06, посів 1-ше місце),
- Сент-Аффрик (2006, поділив 2-ге місце позаду Жана-Марка Дегрева, разом із, зокрема, Марком Гебденом, Еммануелем Брікаром, Вієстурсом Меєрсом і Мілко Попчевим),
- Парижі (2007, посів 1-ше місце).

Найвищий рейтинг Ело в кар'єрі мав станом на 1 жовтня 2000 року, досягнувши 2532 очок займав тоді 7-ме місце серед болгарських шахістів.

## Зміни рейтингу
| На цьому місці має відображатися графік чи діаграма, однак з технічних причин його відображення наразі вимкнено. Будь ласка, не видаляйте код, який викликає це повідомлення. Розробники вже працюють для того, щоби відновити штатне функціонування цього графіка або діаграми. | |
| | На цьому місці має відображатися графік чи діаграма, однак з технічних причин його відображення наразі вимкнено. Будь ласка, не видаляйте код, який викликає це повідомлення. Розробники вже працюють для того, щоби відновити штатне функціонування цього графіка або діаграми. |